# Derek Mackay
Derek Mackay là một chính khách người Scotland, từng giữ chức Bộ trưởng Tài chính Nội các từ năm 2016 đến 2020. Là cựu thành viên của Đảng Quốc gia Scotland (SNP), ông đã từng là Thành viên của Quốc hội Scotland cho Renfrewshire North and West kể từ năm 2011.
Mackay được bầu vào Hội đồng Renfrewshire năm 1999 và là Lãnh đạo của Hội đồng từ năm 2007 đến năm 2011. Ông giữ chức Bộ trưởng Giao thông và Quần đảo từ năm 2011 đến 2014 và Bộ trưởng Chính phủ và Kế hoạch Địa phương từ 2014-2016.
Vào ngày 6 tháng 2 năm 2020, Mackay từ chức Bộ trưởng Tài chính và bị đình chỉ khỏi SNP sau khi Scottish Sun  báo cáo rằng ông đã nhắn tin cho một cậu học sinh 16 tuổi 270 lần trong khoảng thời gian sáu tháng trên phương tiện truyền thông xã hội; bây giờ ông ngồi như một MSP độc lập.

## Tuổi thơ và giáo dục
Mackay gia nhập SNP lúc 16 tuổi và tham gia vào cả thanh niên, nơi ông làm Nhà cung cấp quốc gia từ năm 1998–2002, và các phong trào sinh viên. Ông lần đầu tiên được bầu làm ủy viên hội đồng Renfrewshire ở tuổi 21 vào năm 1999, khiến ông trở thành ủy viên hội đồng nam trẻ nhất ở Scotland.
Mackay học trường tiểu học Kirklandneuk và trường trung học Renfrew. Sau đó, ông theo học trường đại học Glasgow, theo đuổi nhưng cuối cùng lại từ bỏ một khóa học về công tác xã hội.

## Đời tư
Ông công khai là người đồng tính vào năm 2013 và ly thân với vợ. Họ có với nhau hai người con trai, ở tuổi 12 và 9 vào tháng 2 năm 2017. Mackay sống ở Bishopton, Renfrewshire, gần Glasgow, với bạn đời của mình, một nhà vật lý trị liệu. Ông liệt kê sở thích cá nhân của mình là đọc, chạy và đi đến phòng tập thể dục. Ông có liên quan với Hiệp hội đối tác Paisley Fairtrade và là thành viên của CND và Tổ chức Ân xá Quốc tế.
Ông là Phó chủ tịch danh dự của Tiểu đoàn cho Lữ đoàn Paisley và Quận Boys' Brigade, cho đến khi bị loại khỏi vị trí sau những tiết lộ về ông nhắn tin cho một thiếu niên.